# Jos Alzin
Joseph „Jos” Alzin (ur. 18 grudnia 1893 w Paryżu, zm. 2 września 1930 w Marsylii) – luksemburski sztangista. Srebrny medalista olimpijski z Antwerpii.
Urodził się w Paryżu i zmarł w Marsylii, reprezentował jednak barwy Luksemburga. Brał udział w dwóch igrzyskach (IO 20, IO 24) i w 1920 roku zdobył srebrny medal w podnoszeniu ciężarów. Startował w najcięższej kategorii, powyżej 82,5 kg. Pobił jeden rekord świata.